# Lauderhill
Lauderhill – miasto w Stanach Zjednoczonych, w stanie Floryda, w hrabstwie Broward.